# كارلوس كالفو (محامي)
كارلوس كالفو (بالإسبانية: Carlos Calvo)‏ هو دبلوماسي ومؤرخ ومحامي أرجنتيني، ولد في 26 فبراير 1824 في بوينس آيرس في الأرجنتين، وتوفي في 2 مايو 1906 في باريس في فرنسا.